# 口镇 (泾阳县)
口镇，是中华人民共和国陕西省咸陽市泾阳县下辖的一个乡镇级行政单位。

## 行政区划
口镇下辖以下地区：
口镇社区、口镇村、褚家村、官道村、王家庄村、山底何村、药树村、长街村、郭家塬村、瓦尧沟村、东曹村和吊庄村。